# Walter R. Stahel

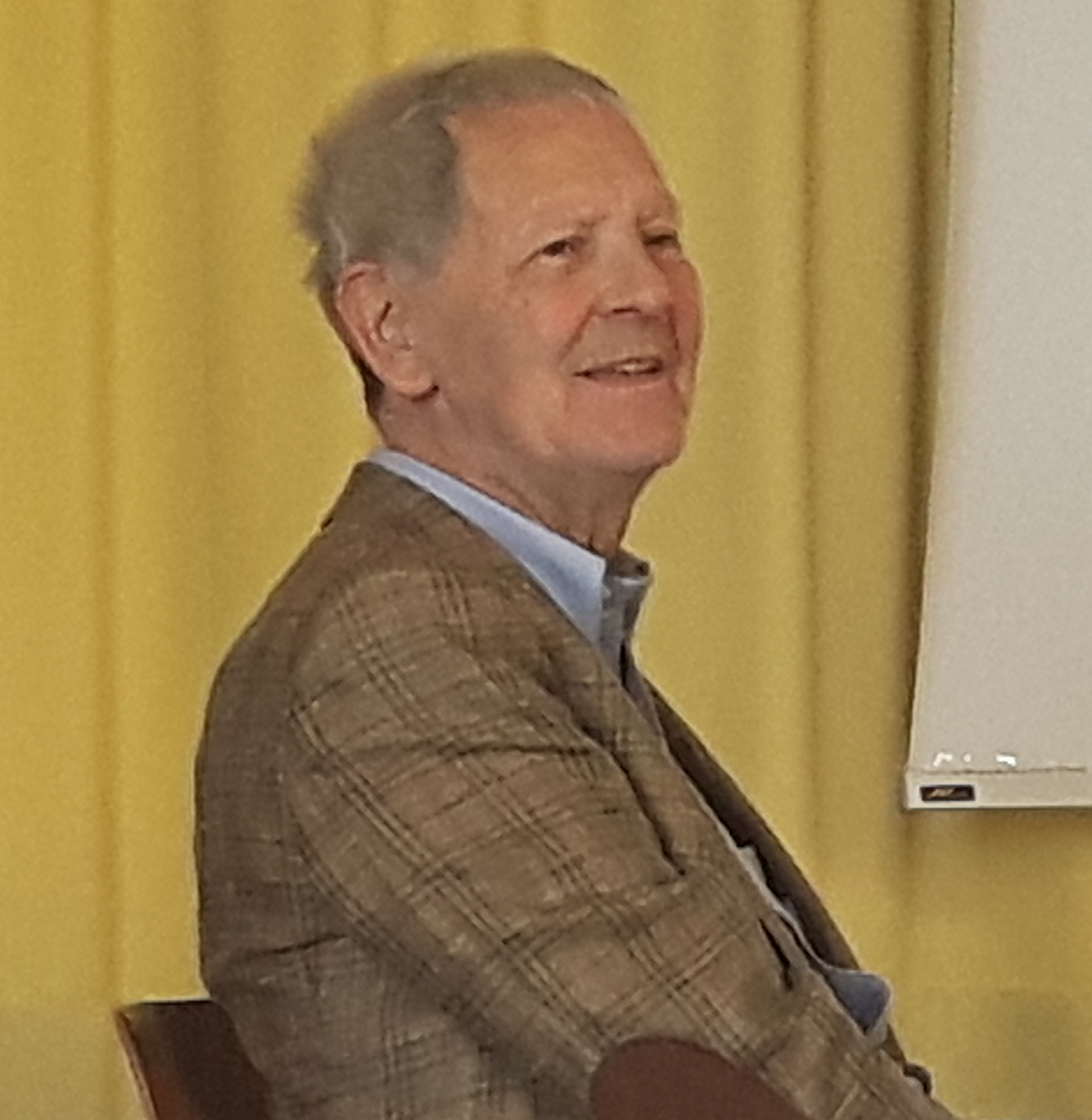
Walter Stahel-2019, Genf.

Walter Rudolf Stahel (* 5. Juni 1946 in Zürich) ist ein Schweizer Politik-, Wirtschafts- und Unternehmensberater. Er war Berater mehrerer Arbeitsgruppen der Europäischen Kommission.
Er ist Gründer und Leiter des Genfer «Instituts für Produktdauer-Forschung» (The Product-Life Institute), einer Non-Profit-Organisation, die sich die Integration von Ökonomie und Ökologie durch das Aufzeigen von neuen, auf einer Optimierung der Lebensdauer von Produkten beruhenden Wegen der wirtschaftlichen Entwicklung, zum Ziel gesetzt hat.
Seit 2012 ist er Vollmitglied des Club of Rome.

## Leben
Walter R. Stahel studierte an der ETH Zürich Architektur und Ort-, Regional- und Landesplanung.
Nach Abschluss des Studiums arbeitete er mehrere Jahre in Architektur- und Planungsbüros in der Schweiz und in Großbritannien. Ab 1973 arbeitete er im Battelle-Forschungszentrum in Genf als Projektleiter im Zentrum für Angewandte Wirtschaftsforschung, vor allem auf den Gebieten Unternehmensplanung, Innovation und Bauwesen.
Seit 1984 ist er als unabhängiger Berater und Forscher in zahlreichen europäischen Ländern, den USA und Asien tätig. Seine Spezialgebiete sind Strategie- und Politikberatung für eine nachhaltige Gesellschaft, Probleme der Nutzungsdauer-Optimierung (Weiterverwendung, Reparatur, Wiederinstandsetzen und technologisches Hochrüsten von Gütern und Systemen), regionale Wirtschaftsentwicklung und Risikomanagement von Unternehmen und Institutionen.
Er war Mitbegründer des Beratungsunternehmens Product Life Institute in Genf. 1982 wurde seine Veröffentlichung Product Life Factor preisgekrönt. Seine Ideen führten gemeinsam mit denen anderer Theoretiker zu dem, was heute als Kreislaufwirtschaft bekannt ist. In dieser setzt die Industrie eine Strategie ein, die mit Wiederverwendung und Verlängerung der Nutzungsdauer von Gütern Abfälle vermeidet, regionale Arbeitsplätze schafft und Ressourcen effizient nutzt. Das Ziel ist, den Wohlstand vom Ressourcenverbrauch zu entkoppeln, also die industrielle Wirtschaft zu entmaterialisieren. Die staatliche Kohleindustrie Chinas hat die Kreislaufwirtschaft als Leitidee angenommen. In den 1990er Jahren hat Stahel diese Vision erweitert; als effizienteste Strategie der Kreislaufwirtschaft sieht er es, Güter nicht als solche zu verkaufen, sondern als andauernde Dienstleistung. Er beschrieb diesen Ansatz in seinem 2006 erschienenen Buch The Performance Economy, mit einer zweiten, erweiterten Auflage im Jahr 2010, die 300 Beispiele und Fallstudien enthält. Er arbeitet derzeit eng mit der Ellen MacArthur Foundation zusammen, um seine Ideen bei wirtschaftlichen Akteuren weiter zu fördern.
Im Jahr 2005 wurde Stahel von Ministerpräsident Oettinger, Regierungschef von Baden-Württemberg, zum Mitglied der Verbraucherkommission dieses deutschen Bundeslandes ernannt und ist dort besonders für nachhaltige Entwicklung zuständig. Im Jahr 2007 wurde er in den Herausgeberrat des Chinese Journal of Population, Resources and Environment berufen. Stahel hat in einer Reihe von Funktionen für die Europäische Kommission gearbeitet. Von 1988 bis 2014 war er Direktor der Risikomanagement-Forschung der Geneva Association, eines Think-Tanks der globalen Versicherungswirtschaft.
Im Jahr 2005 wurde Stahel als Gastprofessor an die Fakultät für Ingenieur- und physikalische Wissenschaften der University of Surrey in Guildford eingeladen.
Im November 2012 wurde Stahel als Vollmitglied in den Club of Rome aufgenommen.

## Preise und Auszeichnungen
- Erster Preis der Deutschen Gesellschaft für Zukunftsforschung an Peter Perutz und Walter Stahel
- Gewinner des Mitchell-Prize-Wettbewerbes über sustainable societies in den USA mit dem Beitrag The Product-Life Factor.[2]
- 2012 Ehrendoktor der University of Surrey

## Schriften (Auswahl)
- Mit Orio Giarini:  Die Performance-Gesellschaft: Chancen und Risiken beim Übergang zur Service Economy. Mit Vorworten von Ilya Prigogine und Ernst Ulrich von Weizsäcker. Marburg: Metropolis-Verl. 2000. ISBN  3-89518-320-2
- Mit Amory B. Lovins und Michael Braungart: New Dynamic: Effective Business in a Circular Economy. Ellen MacArthur Found. Publ. 2014. ISBN 0-99277841-7